# Antipirético

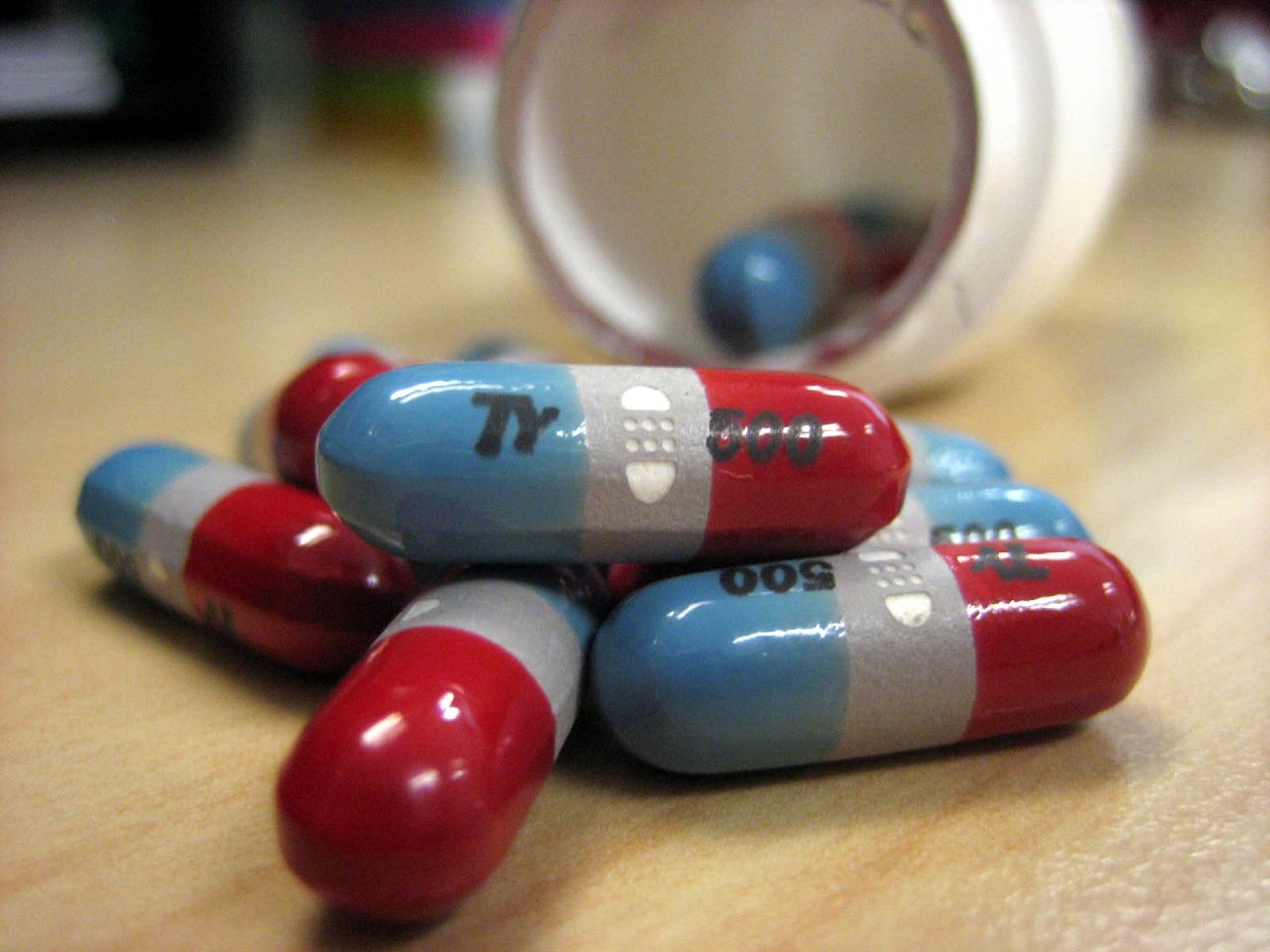
Paracetamol, en la imagen Tylenol (una marca comercial del compuesto), es un antipirético

Se denomina antipirético, antitérmico, antifebril, pastilla, jarabe y febrífugo a todo fármaco que hace disminuir la fiebre. Suelen ser medicamentos que tratan la fiebre de una forma sintomática, sin actuar sobre su causa. Los ejemplos más comunes son el ácido acetilsalicílico, el ibuprofeno, el paracetamol y el metamizol.

## Etimología
El término antipirético procede del idioma griego, combinando el prefijo αντι-, que significa "contra", con el lexema πυρ, πυρος que significa "fuego" o "fiebre". Asimismo, antitérmico combina el mismo prefijo con el lexema θερμός, "calor".

## Usos
Las medidas físicas son las primeras medidas no invasiva para combatir la fiebre, tales como los paños tibios (los paños fríos provocan efecto rebote) en la zona de la cabeza, axilas y abdomen o los baños de agua tibia, son una medida antipirética, en la que no se emplean fármacos. Asociados al paracetamol bajan la fiebre de forma más eficiente. Las medidas físicas de forma aislada solo son eficaces durante pocos minutos.
La administración de antipiréticos es un acto habitual en la mayoría de las personas que tienen fiebre, sobre todo los niños. Es sabido que la fiebre es un mecanismo de defensa del cuerpo, sobre todo para activar al sistema inmunitario para que trabaje con más eficacia. El aumento de temperatura corporal hasta 38 °C se llama febrícula, y no es una fiebre peligrosa que haya que disminuirla con medicación. Se debe abordar la enfermedad de fondo, pero debido a los hábitos adquiridos por la población y por la comunidad médica, se prescriben y administran antipiréticos más por ansiedad de los padres y no porque realmente deban ser indicados.
La decisión de qué antipirético debe utilizarse, se fundamenta en su mecanismo de acción, farmacodinamia, efectividad y efectos secundarios. Como la mayoría de las veces el objetivo es disminuir la temperatura y las molestias del enfermo y en lo posible no alterar la respuesta inflamatoria, excepto que ésta sea exagerada, se recomienda el paracetamol. 
La mayoría de los antipiréticos son analgésicos y pueden ser también antiinflamatorios. Los antiinflamatorios no esteroideos, como el ibuprofeno, se emplean en los casos de inflamación y hemorroides.

## Tipos de antipiréticos
Los medicamentos antipiréticos más conocidos son: el ácido acetilsalicílico (AAS) (también conocido por un nombre comercial: aspirina), el paracetamol (también acetaminofén), el ibuprofeno y el metamizol (también dipirona).
Los salicilatos tienen efectos antipiréticos y se absorben en el intestino, aunque mayormente en la primera parte del intestino delgado mediante difusión pasiva.
Una dosis oral de salicilatos presenta los efectos mencionados en el transcurso de media hora, presentando su efecto máximo entre 1-3 horas y extendiéndose su efecto hasta las 6 horas. De todas formas hay que tener precaución, ya que un abuso de los salicilatos puede producir una intoxicación que dé lugar a un aumento de la temperatura, aunque parezca una contradicción. Esta reacción es debida al aumento del consumo de oxígeno y de la tasa metabólica por desacople de la fosforilación oxidativa.
Los antiinflamatorios no esteroideos (abreviados AINE) están constituidos por ácidos orgánicos no relacionados entre sí, y que además presentan propiedades analgésicas y antipiréticas. Los AINE actúan inhibiendo a la enzima ciclooxigenasa de manera que inhiben la biosíntesis directa de prostaglandinas y tromboxanos. La mayor parte de las prostaglandinas son piretógenas, es decir, producen fiebre.
La aspirina es la única que se une de forma irreversible a la ciclooxigenasa; su mecanismo muestra una rápida desacetilización produciendo salicilato, que es el que realmente tiene propiedades antipiréticas.
Como ya se mencionó, los AINE tienen efectos antipiréticos, de manera que disminuyen la temperatura elevada del cuerpo. Este descenso de la temperatura es ocasionado por la vasodilatación de vasos sanguíneos y puede ir acompañado de sudoración.
Los AINE son capaces de desplazar del sitio activo tanto a proteínas como a drogas.